# Béville
Béville est un écart de la commune française de Glatigny en Moselle situé sur le ban de Paragon. C'est un domaine fortifié qui a conservé tout son cachet malgré d'inévitables aménagements et modernisations au cours du temps.

## Histoire
Le hameau, inclus comme Glatigny dans le fief de l’évêché de Metz, est connu depuis 1251. Il possède à l’époque deux maisons seigneuriales qui exercent haute, moyenne et basse justice. Ces seigneuries sont tenues, à l’origine, par les seigneurs de Neufchâtel et de Varize.
Attestations du nom Béville, du domaine et liste des seigneurs et propriétaires :
- 1251 : Bauville.
- 1404 : Baieuville (liste des villes)[1].
- 1498 (?) : le hameau se transforme en une seule ferme fortifiée, confiée en fermage à Jean Drouin (Jehan Drowin), chevalier, du paraige de Saint-Martin, seigneur de Glatigny et des Étangs. On dénombre quatre feux et 45 grosses bêtes[2].
- 1495-1558 : Beuville, confié aux Baudoche.
- 1516 : Baieville (décl. des fiefs de Sen. dans M. anc. art. Baud)[1].
- 1635-1750[réf. nécessaire] : Bayeville.
- [Quand ?] : propriété de la famille Saint-Aubin.
- XVIIe : François Le Goullon est seigneur de Retonfey et du ban Paragon.
- [Quand ?] : Raphaël Le Braconnier (1585-1645), protestant, maitre de la Monnaie de Metz, seigneur de Plappecourt et de Mont.
- ?-1685 : Benjamin le Chenevix, seigneur huguenot, écuyer du roi à la cour de Metz et seigneur de Béville. Les Chenevix de Béville ont pour blason « d’azur, à la croix d’argent, acc. aux 1 et 4 d’une fleur-de-lis d’or et aux 2 et 3 d’une coquille d’argent[3]. » En 1685, la famille s’installe dans le Brandebourg, suivant en cela l’émigration messine à Berlin à la suite de la révocation de l'édit de Nantes[4]. Henry, fils de Benjamin, est baptisé cette année-là à Berlin[5]. La descendance garde le nom « le Chenevix de Béville » pendant plusieurs générations.
- XVIIIe siècle : Beinville[6].
- [Quand ?] : Béville est possédé par la famille Chautant[7].
- 1726-1789 : Beuville, acquise par Gabriel Louis de Marion de Glatigny (1701-1780), conseiller au parlement[8], seigneur de Thury et du ban Paragon de Glatigny (château de Glatigny).
- 1869 : Béville apparaît dans les actes notariés sous son nom actuel[9].

Après la guerre de 1870 : les troupes prussiennes occupent le site et l’utilisent pour assurer l'entretien des chevaux d'un régiment de cavalerie. Ils modernisent les écuries, rehaussent le sol et créent des ouvertures horizontales pour éclairer et aérer les stalles. Ils remplacent le plancher en bois du grenier par une dalle cimentée reposant sur des colonnes « Krupp ».
En 1905, la famille Petry achète la ferme. Maurice Petry né à la ferme en 1906 et connait plusieurs familles d'agriculteurs : la famille Eckert entre les deux guerres mondiales, puis Pierron qui exercera plusieurs mandats de maire de Glatigny de 1977 à 1995. MM. Cavelius puis Lebois seront les derniers exploitants avant la cession de la ferme.
En 2005, les nouveaux propriétaires, Michel et Danielle Ohl rénovent les bâtiments. Un jardin respectant le capitulaire De Villis, membre des circuits « Un jardin en Lorraine » et « Circuit des jardins », et dont le parrain est Jean-Marie Pelt, est réalisé dans la cour avec le concours d'une étudiante ayant passé un BTS au lycée agricole de Courcelles-Chaussy sur les jardins médiévaux,. En mai 2009, cinq chambres d’hôtes sont inaugurées en présence de Jean Louis Masson et Marie-Jo Zimmermann. Le « domaine des Templiers » est inscrit à l'inventaire du patrimoine et fait partie de l’association Vieilles maisons françaises.

## Sources
- Reichsland Elsass - Lothringen 1901 1903.
- Jean-Marie Blaising, inventaire 1991-1992, arrondissement de Metz.
- Henri et Charles Hiegel, Dictionnaire étymologique des noms de lieux du département de la Moselle.
- Berger Levrault, Guide de l'art et de la nature, 1982.
- J. Haffaeli, Les Fermes-Châteaux du pays messin.
- Marie Gloc, conservation départementale des Musées et de l'inventaire.